# Skogsmöss
Skogsmöss (Apodemus) är ett släkte i underfamiljen möss bland gnagarna med omkring 20 arter som förekommer i palearktiska regionen.

## Kännetecken
Skogsmöss blir mellan 6 och 17 centimeter långa, har därtill en 7 till 15 centimeter lång svans och väger mellan 15 och 50 gram. Skogsmöss har en mjuk päls med grå- eller brunaktig ovansida samt ljusgrå till vit undersida. Tassarna är vanligen vita, hos flera arter förekommer en gulröd fläck på bröstet eller en tydlig strimma på ryggen. Svansen är täckt med hår. I motsats till dvärgmöss använder de inte svansen som gripverktyg.

## Utbredning
Skogsmöss förekommer över stora delar av Eurasien från västra Europa till Japan och södra Kina. Trots namnet är de inte bundna till skogar, utan deras habitat är även öppna landskap som gräsmarker och fält.

## Ekologi
Ofta placerar skogsmöss sitt bo i jordhålor som kläs med gräs. Det finns både dag- och nattaktiva arter. Födan utgörs bland annat av rötter, frön, bär, nötter och insekter. Vanligen uppträder inte skogsmöss i byggnader. Ett fåtal arter är kända som skadedjur på sädesväxter eller som bärare av sjukdomar.
Fortplantningstiden är beroende på utbredningsområde och kan variera mellan olika år. Arter som lever i kalla regioner har vanligen fyra kullar per år och cirka fem ungar per kull. I varma områden kan en kull ha upp till tio ungar. Honor är 21 till 23 dagar dräktig.

## Systematik
Wilson & Reeder (2005) räknar skogsmöss tillsammans med släktet Tokudaia, som förekommer i södra Japan, och med den utdöda arten Rhagamys orthodon, som levde fram till pleistocen på Sardinien och Korsika, till den så kallade Apodemus-släktgruppen. Trots ytliga likheter är de inte närmare släkt med dvärgmöss (Micromys) och inte heller med de vanliga mössen (Mus).
Wilson & Reeder (2005) delar upp släktet i 20 arter:
Släkte Apodemus (i bokstavsordning)
- Brandmus (Apodemus agrarius) - förekommer från Central- och Östeuropa och österut till östra Asien.
- Apodemus alpicola - förekommer i Alperna upp till 2 100 meter över havet.
- Apodemus argenteus - är endemisk för Japan.
- Apodemus chevrieri - förekommer i södra Kina.
- Apodemus draco - förekommer i östra och södra Kina samt i angränsande regioner i Myanmar och Indien.
- Apodemus epimelas - förekommer på Balkanhalvön.
- Större skogsmus (Apodemus flavicollis) - förekommer i stora delar av Europa så långt sydost som Anatolien.
- Apodemus gurkha - förekommer bara på ett fåtal platser i Nepal och listas av Internationella naturvårdsunionen som starkt hotad.
- Apodemus hyrcanicus - förekommer i östra Kaukasus och vid Kaspiska havets södra stränder.
- Apodemus latronum - förekommer i södra Kina.
- Apodemus mystacinus - förekommer i Anatolien.
- Apodemus pallipes - förekommer i centrala Asien och österut till Himalaya.
- Apodemus peninsulae - förekommer från östra Sibirien till Kina, Koreahalvön och Japan.
- Apodemus ponticus - förekommer öster om Svarta havet vid Kaukasus.
- Apodemus rusiges - endemisk för Kashmirregionen.
- Apodemus semotus - förekommer i Taiwan.
- Apodemus speciosus - förekommer i stora delar av Japan.
- Mindre skogsmus (Apodemus sylvaticus) - förekommer i stora delar av Europa samt i nordvästra Afrika.
- Apodemus uralensis - förekommer i östra Europa och centrala Asien.
- Apodemus witherbyi förekommer från södra Ukraina till norra Iran.

## Hot och status
Apodemus hyrcanicus kategoriseras som nära hotad (NT) medan övriga arter kategoriseras som livskraftiga (LC).